# 阿格斯视网膜假体
阿格斯视网膜假体（英語：Argus retinal prosthesis），又称为仿生眼（bionic eye），是美国第二视觉医疗器材公司（Second Sight Medical Products）开发的视网膜假体植入系统，可帮助因视网膜色素变性而失明的患者恢复部分视力。
第一代阿格斯视网膜假体（Argus I）于2002年起进行临床试验。改进后的第二代阿格斯（Argus II）则于2006年开始临床试验，并于2011年、2013年先后获欧盟与美国食品药品管理局批准上市，是首个获准上市的人口视网膜假体产品。